# سربستي (جريدة)
سربستي (وتعني بالتركية العثمانية: الحرية) هي صحيفة عثمانية، تأسست سنة 1908، وكانت تعارض سياسات جمعية الاتحاد والترقي. اغتيل رئيس تحريرها حسن فهمي بك بأيدٍ مجهولة في 6 أبريل 1909.